# Países Baixos nos Jogos Paralímpicos de Verão de 2012
Os Países Baixos foi um dos participantes dos Jogos Paralímpicos de Verão de 2012, na cidade de Londres, no Reino Unido.

## Medalhistas
| Atleta         | Esporte | Evento                         | Medalha |
| -------------- | ------- | ------------------------------ | ------- |
| Maurice Deelen | Natação | 50 metros livre masculino - S8 | Prata   |

## Desempenho

### Natação
Masculino
| Atletas             | Evento                | Preliminares | Preliminares | Final       | Final       |
| Atletas             | Evento                | Marca        | Posição      | Marca       | Posição     |
| ------------------- | --------------------- | ------------ | ------------ | ----------- | ----------- |
| Michael Schoenmaker | 50 metros livre - S4  | 43s01        | 9º           | Não avançou | Não avançou |
| Maurice Deelen      | 50 metros livre - S8  | 26s48 Q      | 2º           | 26s29       |             |
| Michael Schoenmaker | 100 metros livre - S4 | 1min30s23 Q  | 8º           | 1min28s63   | 8º          |
| Mike van der Zanden | 400 metros livre - S4 | 4min21s12    | 10º          | Não avançou | Não avançou |

### Tênis em cadeira de rodas
Masculino
| Atleta           | Evento  | Fase de 64                     | Fase de 32               | Oitavas                    | Quartas                | Semifinal                | Final                                                    | Pos.        |
| Atleta           | Evento  | Adversário resultado           | Adversário resultado     | Adversário resultado       | Adversário resultado   | Adversário resultado     | Adversário resultado                                     | Pos.        |
| ---------------- | ------- | ------------------------------ | ------------------------ | -------------------------- | ---------------------- | ------------------------ | -------------------------------------------------------- | ----------- |
| Tom Egberink     | Simples | GBR M. McCarroll V 6-4, 6-3    | AUS B. Weekes V 6-2, 6-2 | FRA S. Houdet D 2-6, 2-6   | Não avançou            | Não avançou              | Não avançou                                              | Não avançou |
| Maikel Scheffers | Simples | POL T. Kruszelnicki V 6-3, 6-1 | NGR W. Yusuf V 6-2, 6-1  | FRA F. Cattaneo V 6-0, 6-2 | GBR G. Reid V 6-3, 6-3 | FRA S. Houdet D 3-6, 2-6 | Disputa pelo terceiro lugar: NED R. Vink D 6-4, 6-7, 4-6 | 4º          |